# Arquitrabe

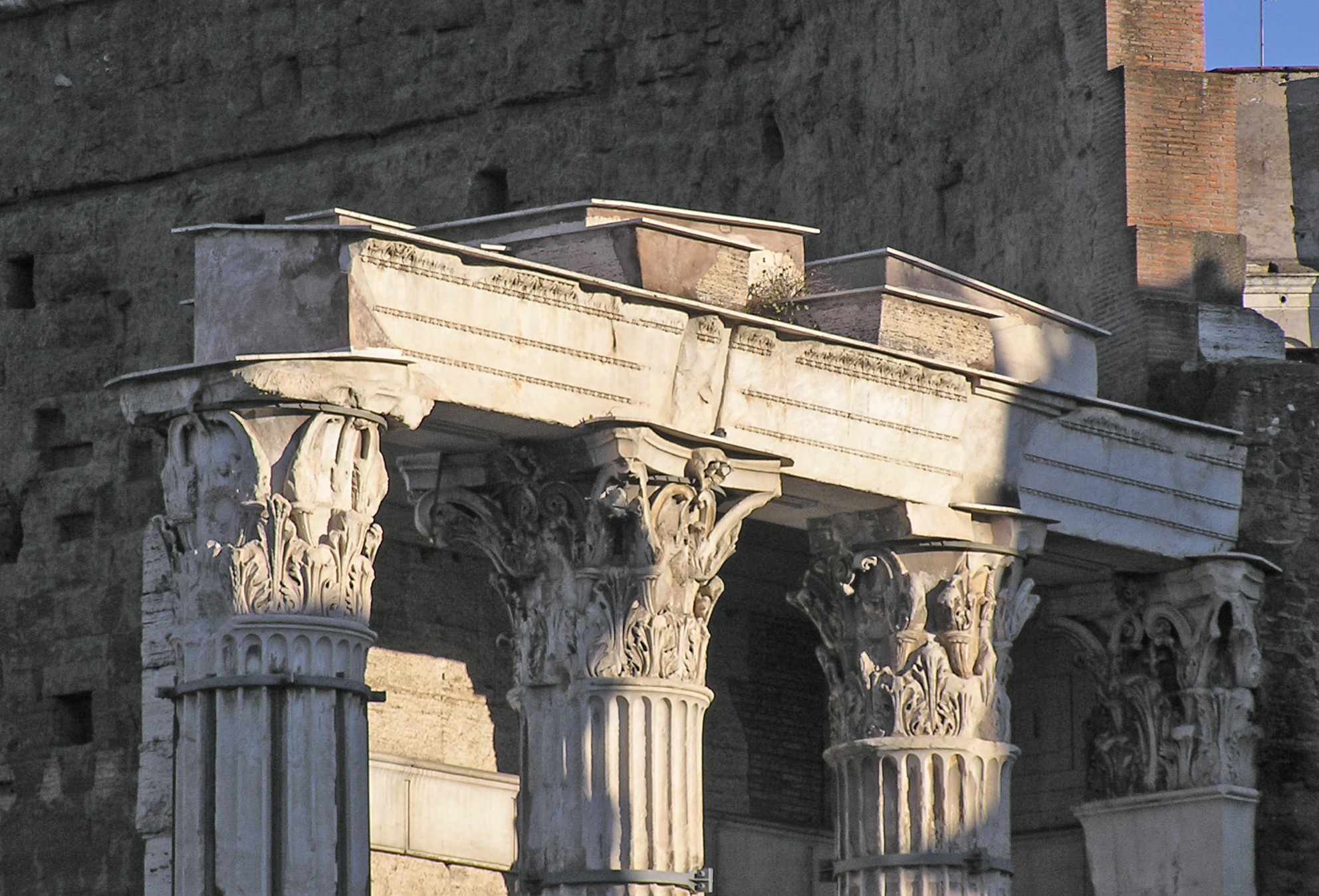
Ejemplo de arquitrabe

El arquitrabe (del italiano architrave ‘viga principal’) en la arquitectura clásica es la parte inferior del entablamento que se apoya directamente sobre las columnas. Su función estructural es servir de dintel, para transmitir el peso de la cubierta a las columnas.
Es un elemento fundamental en la arquitectura de cubierta plana, llamada arquitrabada. La arquitectura griega clásica y su precedente, la arquitectura egea, es un ejemplo típico de estructuras arquitrabadas. Los romanos también utilizaron este elemento y añadieron distintos arcos y bóvedas en los interiores. Anteriormente, los edificios monumentales egipcios también se construyeron con cubiertas pétreas planas o adinteladas.